# Pedurungan Kidul
Pedurungan Kidul is een bestuurslaag in het regentschap Semarang van de provincie Midden-Java, Indonesië. Pedurungan Kidul telt 13.305 inwoners (volkstelling 2010).